# Аннелирование
Аннелирование (от лат. anellus — колечко) — в органическом синтезе разновидность циклизации, при которой к существующей циклической системе достраивается карбо- или гетероцикл.
В англоязычной литературе иногда используются два термина: annulation для достраивания цикла с образованием двух связей и annelation для обозначения образования цикла из одного или нескольких ациклических предшественников, однако IUPAC не рекомендует использование термина annelation.